# Jacqueline Hautenauve
Jacqueline Hautenauve (Bergen, 11 juli 1962) is een Belgische voormalige atlete, die de zevenkamp beoefende. Ze nam eenmaal deel aan de Olympische Spelen en behaalde vijf Belgische titels.

## Loopbaan
Hautenauve werd in 1984 voor het eerst Belgisch kampioene op de 400 m horden. Tussen 1986 en 1988 behaalde ze drie opeenvolgende Belgische titels op de zevenkamp. In 1987 verbeterde ze op de Décastar in Talence het Belgisch record van Chris Van Landschoot naar 5750 p. Het jaar nadien verbeterde ze op de Belgische kampioenschappen dit record tot 5928 p. Ze nam op de zevenkamp ook deel aan de Olympische Spelen van 1988 in Seoel, waar ze twintigste werd. 
Hautenauve behaalde ook één Belgische titel in het verspringen.
Begin 1989 nam Hautenauve loopbaanonderbreking om mama te worden. Ze zou nooit meer terugkeren op topniveau.

### Clubs
Hautenauve was aangesloten bij Mons-Obourg Hainaut Athlétisme (MOHA).

## Belgische kampioenschappen
| Onderdeel    | Jaar             |
| ------------ | ---------------- |
| 400 m horden | 1984             |
| verspringen  | 1988             |
| zevenkamp    | 1986, 1987, 1988 |

## Persoonlijk record
| Onderdeel | Prestatie | Datum             | Plaats    |
| --------- | --------- | ----------------- | --------- |
| zevenkamp | 5928 p    | 6/7 augustus 1988 | Kessel-Lo |

## Palmares

### 400 m horden
- 1984:  BK AC - 58,71 s

### verspringen
- 1988:  BK AC - 6,05 m

### zevenkamp
- 1986:  BK AC - 5346 p
- 1987:  BK AC - 5559 p
- 1988:  BK AC - 5928 p (NR)
- 1988: 20e OS in Seoel - 5734 p

## Onderscheidingen
- 1985: Gouden Spike
- 1988: Grand Prix LBFA